# Robert Marciniak
Robert Marciniak (* 21. September 1960) ist ein deutscher Filmproduzent.

## Leben
Marciniak studierte Betriebswirtschaft an der Fachhochschule Regensburg und war von 1994 bis 2002 Prokurist und Leiter des Finanz- und Rechnungswesen bei der Constantin Film. In dieser Funktion war er mitunter für den deren Börsengang sowie die Finanzierung zahlreicher Kinofilme mitverantwortlich. Darüber hinaus war Marciniak als Geschäftsführer zweier Tochterfirmen der Constantin Film tätig: Engream Pictures und der Rat Pack Filmproduktion. 2002 wechselte Marciniak als geschäftsführender Gesellschafter und Produzent zur die film. 2010 wurde er als geschäftsführender Gesellschafter und Produzent der in München ansässigen Produktionsfirma Lieblingsfilm berufen.
Marciniak ist seit 2007 Mitglied der Deutschen und der Europäischen Filmakademie. für den Kinderfilm Rico, Oskar und die Tieferschatten wurde er 2015 mit dem Deutschen Filmpreis geehrt. Für die Biografie Trautmann erhielt er 2019 den Bayerischen Filmpreis.

## Filmografie (Auswahl)
- 2004: Mein Weg zu dir heißt Liebe
- 2004: Aus der Tiefe des Raumes
- 2005: Grenzverkehr
- 2006: Winterreise
- 2006: Auf ewig und einen Tag
- 2007: Polizeiruf 110: Taubers Angst
- 2007: Schöne Aussicht
- 2008: Entschädigt
- 2008: Meine Mutter, mein Bruder und ich!
- 2009: Die Perlmutterfarbe
- 2011: Dreiviertelmond
- 2013: Rubinrot
- 2013: D’ Sunn scheint schee
- 2014: Rico, Oskar und die Tieferschatten
- 2014: Saphirblau
- 2014: Doktorspiele
- 2015: Rico, Oskar und das Herzgebreche
- 2016: Rico, Oskar und der Diebstahlstein
- 2016: Smaragdgrün
- 2018: Nichts zu verlieren
- 2018: Trautmann
- 2019: Mein Lotta-Leben – Alles Bingo mit Flamingo
- 2019: Ihr letzter Wille kann mich mal!
- 2020: Dreiviertelblut – Weltraumtouristen
- 2020: Das Glaszimmer
- 2021: Hinterland
- 2021: Beckenrand Sheriff